# Ciclogénesis tropical

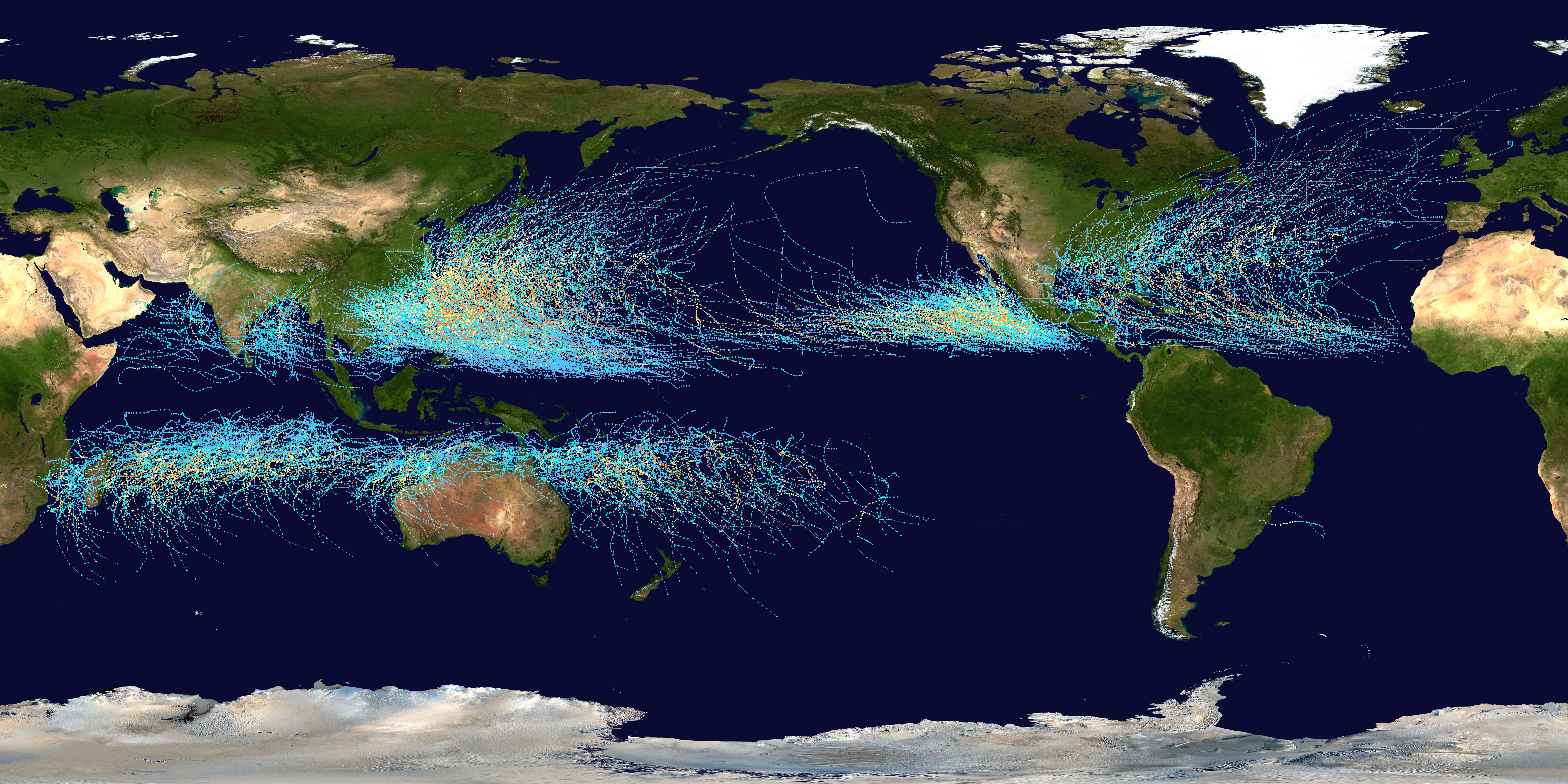
Trayectorias mundiales de ciclones tropicales entre 1985 y 2005, indicando las zonas donde suelen desarrollarse los ciclones tropicales.

La ciclogénesis tropical es el desarrollo e intensificación de un ciclón tropical en la atmósfera. Los mecanismos a través de los cuales se produce la ciclogénesis tropical son claramente diferentes de aquellos a través de los cuales se produce la ciclogénesis templada. La ciclogénesis tropical implica el desarrollo de un ciclón de núcleo cálido, debido a una convección significativa en un entorno atmosférico favorable.
Los ciclones tropicales tienden a desarrollarse durante el verano, pero se han observado en casi todos los meses en la mayoría de las cuencas. Ciclos climáticos como el El Niño-Oscilación del Sur (ENOS) y la oscilación de Madden y Julian modulan el calendario y la frecuencia de desarrollo de los ciclones tropicales. La intensidad máxima potencial es un límite de la intensidad de los ciclones tropicales que está fuertemente relacionado con las temperaturas del agua a lo largo de su trayectoria.
Cada año se forman en el mundo una media de 86 ciclones tropicales con intensidad de tormenta tropical. De ellos, 47 alcanzan una fuerza superior a 119 km/h y 20 se convierten en ciclones tropicales intensos (al menos de categoría 3 en la escala Saffir-Simpson).

## Condiciones para la formación de ciclones tropicales

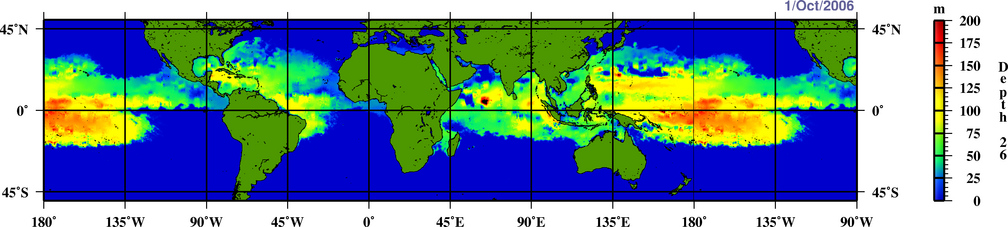
Profundidad de la isoterma de 26 °C el 1 de octubre de 2006.

Hay seis condiciones fundamentales para la ciclogénesis tropical: temperaturas de la superficie del mar suficientemente cálidas (al menos 26,5 °C), inestabilidad atmosférica, alta humedad en los niveles bajos y medios de la troposfera, un nivel suficiente efecto Coriolis para sostener un centro de baja presión, un foco o perturbación preexistente en niveles bajos y cizalladura vertical baja del viento. Aunque estas condiciones son necesarias para la formación de ciclones tropicales, no garantizan que se forme un ciclón tropical.

### Aguas cálidas, inestabilidad y humedad en niveles medios

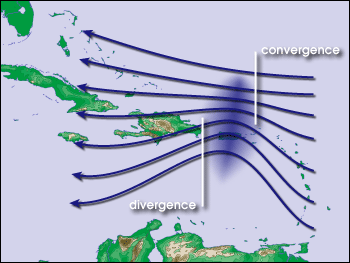
Las olas de los vientos alisios en el océano Atlántico (zonas de vientos convergentes que se mueven lentamente siguiendo la misma trayectoria que el viento dominante) crean inestabilidades en la atmósfera que pueden dar lugar a la formación de huracanes.

Normalmente, se considera que una temperatura oceánica de 26,5 °C a lo largo de al menos 50 metros de profundidad es la mínima para mantener un ciclón tropical. Estas aguas cálidas son necesarias para mantener el núcleo cálido que alimenta los sistemas tropicales. Este valor es muy superior a 16,1 °C, la temperatura media global de la superficie de los océanos.
Se sabe que los ciclones tropicales se forman incluso cuando no se dan las condiciones normales. Así, temperaturas del aire más frías a mayor altitud (por ejemplo, en el nivel de 500 hPa, o 5,9 km) pueden dar lugar a ciclogénesis tropicales con temperaturas del agua más bajas, ya que se requiere una determinada tasa de caída para forzar a la atmósfera a ser lo suficientemente inestable para la convección. En una atmósfera húmeda, esta tasa de caída es de 6,5 °C/km, mientras que en una atmósfera con menos del 100% de humedad relativa, la tasa de caída requerida es de 9,8 °C/km.
En el nivel de 500 hPa, la temperatura media del aire en los trópicos es de -7 °C, pero el aire en los trópicos suele estar seco a este nivel, lo que permite que el aire se enfríe a medida que se humedece, hasta alcanzar una temperatura más favorable que permita la convección. Se requiere una temperatura húmeda a 500 hPa en una atmósfera tropical de -13,2 °C para iniciar la convección si la temperatura del agua es de 26,5 °C y este requerimiento de temperatura aumenta o disminuye proporcionalmente en 1 °C en la temperatura de la superficie del mar por cada cambio de 1 °C a 500 hPa.
En un ciclón frío, las temperaturas a 500 hPa pueden descender hasta -30 °C, lo que puede iniciar la convección incluso en las atmósferas más secas. Esto también explica por qué la humedad en los niveles medios de la troposfera, aproximadamente en el nivel de 500 hPa, suele ser necesaria para su desarrollo. Sin embargo, cuando el aire seco se encuentra a la misma altura, las temperaturas a 500 hPa tienen que ser aún más frías, ya que las atmósferas secas requieren una mayor tasa de caída para generar inestabilidad que las atmósferas húmedas. A altitudes cercanas a la tropopausa, la temperatura media de 30 años (medida en el periodo que abarca de 1961 a 1990) fue de -77 °C. Un ejemplo reciente de ciclón tropical que se mantuvo sobre aguas más frías fue psilon de la temporada de huracanes del Atlántico de 2005.

### Papel de la Intensidad Potencial Máxima (IPM)
Kerry Emanuel creó hacia 1988 un modelo matemático para calcular el límite superior de intensidad de los ciclones tropicales a partir de la temperatura de la superficie del mar y los perfiles atmosféricos de las últimas ejecuciones de modelos globales. El modelo de Emanuel se denomina intensidad máxima potencial (IPM). Los mapas creados a partir de esta ecuación muestran las regiones en las que es posible la formación de tormentas tropicales y huracanes, basándose en la termodinámica de la atmósfera en el momento de la última ejecución del modelo. Esto no tiene en cuenta la cizalladura vertical del viento.

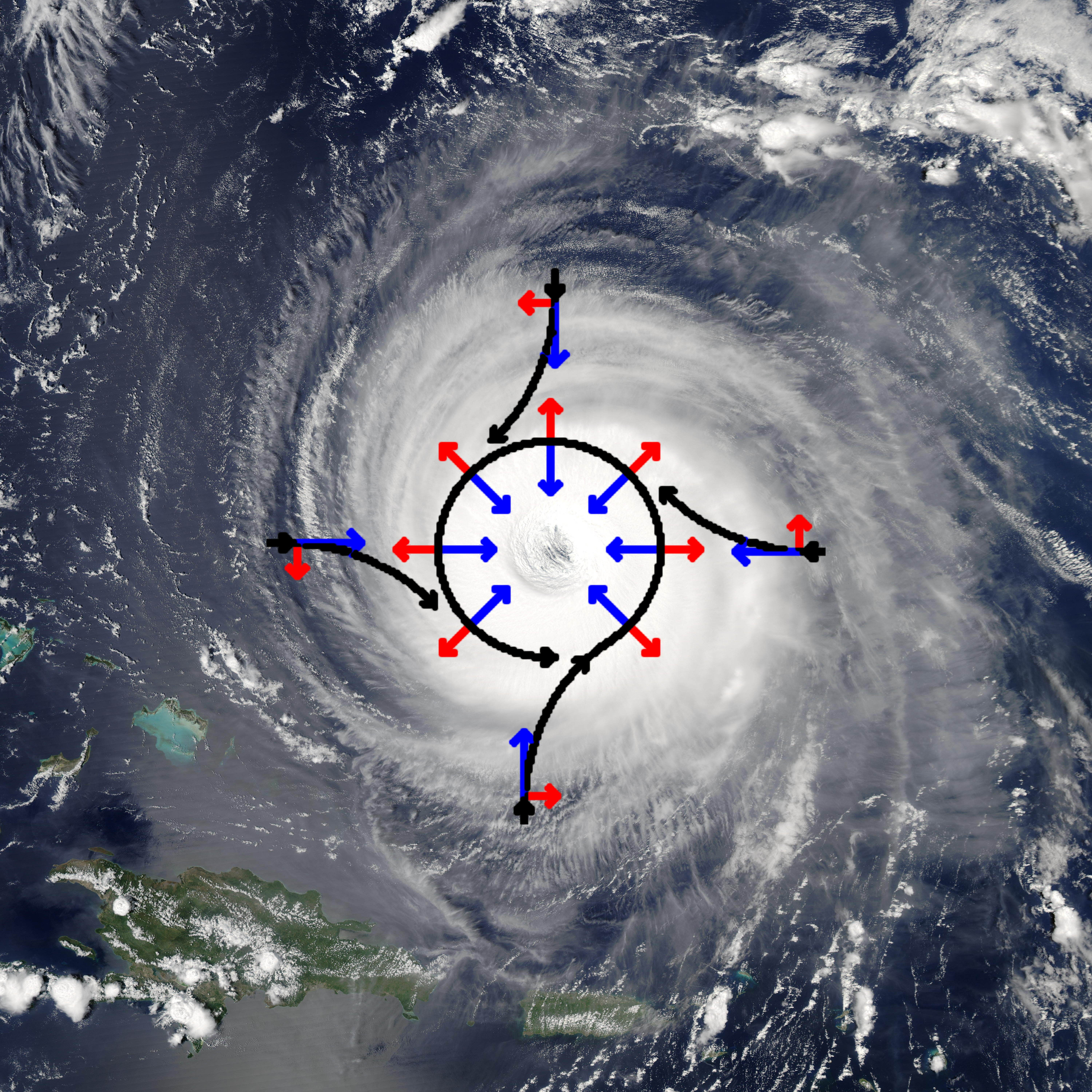
Representación esquemática del flujo alrededor de una zona de baja presión (en este caso, el huracán Isabel) en el hemisferio norte. La fuerza del gradiente de presión está representada por flechas azules, la aceleración de Coriolis (siempre perpendicular a la velocidad) por flechas rojas.

### Efecto Coriolis
Generalmente se necesita una distancia mínima de 500 km del ecuador (unos 4,5 grados desde el ecuador) para que se produzca una ciclogénesis tropical. El efecto Coriolis aporta rotación al flujo y surge cuando los vientos empiezan a fluir hacia la presión más baja creada por la perturbación preexistente. En zonas donde el efecto Coriolis muy leve o inexistente (por ejemplo, cerca del Ecuador), las únicas fuerzas atmosféricas significativas en juego son la fuerza del gradiente de presión (la diferencia de presión que hace que los vientos soplen de alta a baja presión) y una fuerza de fricción menor; estas dos por sí solas no causarían la rotación a gran escala necesaria para la ciclogénesis tropical. La presencia significativa de efecto Coriolis permite que el vórtice en desarrollo alcance el equilibrio de gradiente de viento, una condición de equilibrio que se encuentra en los ciclones tropicales mñas desarrollados y que permite que el calor latente se concentre cerca del núcleo de la tormenta; esto da como resultado el mantenimiento o la intensificación del vórtice si otros factores de desarrollo son neutros.

### Perturbación a bajo nivel
Ya sea una depresión en la Zona de Convergencia Intertropical (ZCI), una onda tropical, un frente amplio en superficie o un límite de flujo de salida, se requiere un factor de bajo nivel con suficiente vorticidad y convergencia para iniciar la ciclogénesis tropical. Incluso con condiciones perfectas en niveles superiores y la inestabilidad atmosférica requerida, la falta de un foco en superficie impedirá el desarrollo de convección organizada y una baja en superficie. Los ciclones tropicales pueden formarse cuando circulaciones más pequeñas dentro de la Zona de Convergencia Intertropical se unen y fusionan.

### Cizalladura vertical del viento débil

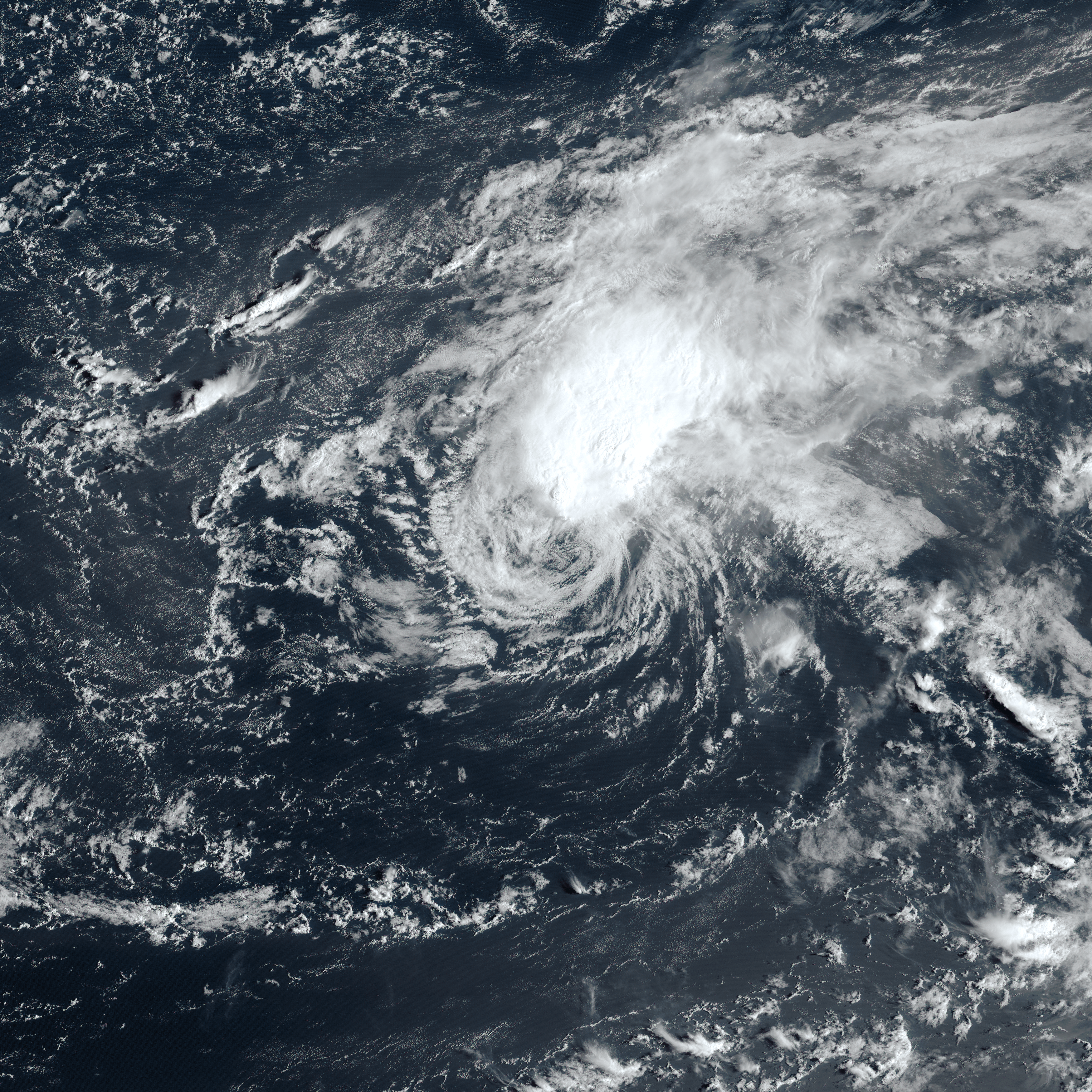
Tormenta tropical Paulette en 2020, con su centro de bajo nivel parcialmente expuesto debido a la fuerte cizalladura del viento.

Una cizalladura vertical inferior a 10 m/s (20 kn) entre la superficie y la tropopausa favorece el desarrollo de los ciclones tropicales. Una cizalladura vertical más débil hace que la tormenta crezca más rápido verticalmente en el aire, lo que ayuda a que la tormenta se desarrolle y se fortalezca. Si la cizalladura del viento es demasiado fuerte, la tormenta no puede elevarse a su máximo potencial y su energía se dispersa en un área demasiado grande para que la tormenta se fortalezca. Una fuerte cizalladura del viento puede soplar el ciclón tropical, ya que desplaza el núcleo cálido de nivel medio de la circulación superficial y seca los niveles medios de la troposfera, deteniendo el desarrollo. En sistemas más pequeños, el desarrollo de un complejo convectivo de mesoescala significativo en un entorno de cizalladura puede enviar un límite de flujo de salida lo suficientemente grande como para destruir el ciclón de superficie. Una cizalladura moderada del viento puede provocar el desarrollo inicial del complejo convectivo y una baja en superficie similar a la de las latitudes medias, pero debe disminuir para permitir que continúe la ciclogénesis tropical.

### Interacciones favorables de la vaguada
Una cizalladura vertical del viento limitada puede ser positiva para la formación de ciclones tropicales. Cuando una vaguada de niveles superiores o una baja de niveles superiores tiene aproximadamente la misma escala que la perturbación tropical, el sistema puede ser dirigido por el sistema de niveles superiores hacia una zona con mejor difluencia en el aire, lo que puede provocar un mayor desarrollo. Los ciclones superiores más débiles son los mejores candidatos para una interacción favorable. Hay pruebas de que los ciclones tropicales con cizalladura débil se desarrollan inicialmente más rápido que los ciclones tropicales sin cizalladura, aunque esto se produce a costa de un pico de intensidad con velocidades de viento mucho más débiles y una presión mínima más alta. Este proceso también se conoce como iniciación baroclínica de un ciclón tropical. El arrastre de ciclones superiores y vaguadas superiores puede causar canales de flujo de salida adicionales y ayudar en el proceso de intensificación. Las perturbaciones tropicales en desarrollo pueden ayudar a crear o profundizar vaguadas superiores o bajas superiores en su estela debido al chorro de salida que emana de la perturbación/ciclón tropical en desarrollo.
Hay casos en los que grandes vaguadas de latitudes medias pueden ayudar a la ciclogénesis tropical cuando una corriente en chorro de niveles superiores pasa al noroeste del sistema en desarrollo, lo que ayudará a la divergencia en el aire y a la afluencia en la superficie, haciendo girar el ciclón. Este tipo de interacción se asocia más a menudo con perturbaciones que ya están en proceso de recurvatura.

## Épocas de formación

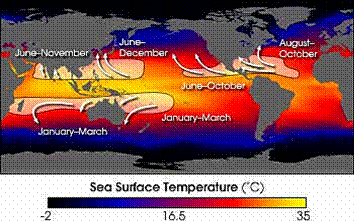
Picos de actividad en todo el mundo.

En todo el mundo, la actividad ciclónica tropical alcanza su punto álgido a finales del verano, cuando las temperaturas del agua son más cálidas. Sin embargo, cada cuenca tiene sus propios patrones estacionales. A escala mundial, mayo es el mes menos activo, mientras que septiembre es el más activo.
En el Atlántico Norte, la temporada de huracanes se extiende desde el 1 de junio hasta el 30 de noviembre,  alcanzando su punto álgido entre finales de agosto y octubre. El pico estadístico de la temporada de huracanes en el Atlántico Norte es el 10 de septiembre. El Pacífico Nororiental tiene un periodo de actividad más amplio, pero en un marco temporal similar al del Atlántico. En el Noroeste del Pacífico hay ciclones tropicales todo el año, con un mínimo en febrero y un pico a principios de septiembre. En la cuenca del Índico Norte, las tormentas son más frecuentes de abril a diciembre, con picos en mayo y noviembre.
En el hemisferio sur, la actividad de los ciclones tropicales comienza generalmente a principios de noviembre y suele terminar el 30 de abril. La actividad en el hemisferio sur alcanza su punto máximo entre mediados de febrero y principios de marzo. Prácticamente toda la actividad del hemisferio sur se observa desde la costa meridional africana hacia el este, en dirección a América del Sur. Los ciclones tropicales son fenómenos poco frecuentes en el sur del océano Atlántico y en el extremo sureste del océano Pacífico.
| Cuenca              | Inicio de temporada | Fin de temporada | Ciclones tropicales | Refs          |
| ------------------- | ------------------- | ---------------- | ------------------- | ------------- |
| Atlántico Norte     | 1 de junio          | 30 de noviembre  | 14,4                | [ 27 ]        |
| Pacífico Oriental   | 15 de mayo          | 30 de noviembre  | 16,6                | [ 27 ]        |
| Pacífico Occidental | 1 de enero          | 31 de diciembre  | 26,0                | [ 27 ]        |
| Norte de la India   | 1 de enero          | 31 de diciembre  | 12                  | [ 28 ]        |
| Sudoeste indio      | 1 de julio          | 30 de junio      | 9,3                 | [ 27 ] [ 29 ] |
| Región australiana  | 1 de noviembre      | 30 de abril      | 11,0                | [ 30 ]        |
| Pacífico Sur        | 1 de noviembre      | 30 de abril      | 7,1                 | [ 31 ]        |
| Total               | Total               | Total            | 96,4                | 96,4          |

## Zonas de formación poco habituales

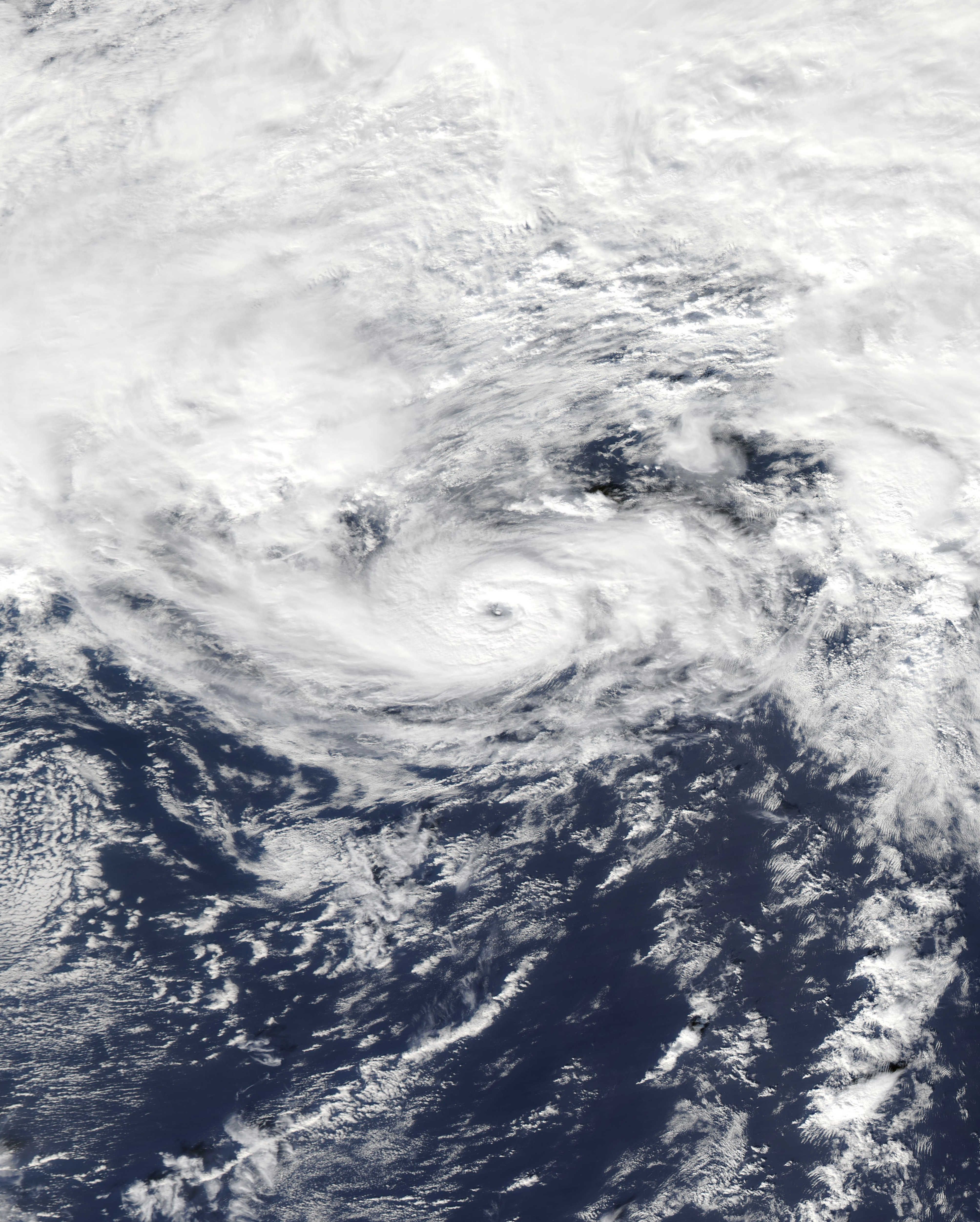
El huracán Pablo se formó en el extremo noreste del Atlántico durante la temporada 2019.

### Latitudes medias
Las zonas situadas a más de 30 grados del ecuador (salvo en las proximidades de una corriente cálida) no suelen ser propicias para la formación o el desarrollo de ciclones tropicales y las zonas situadas a más de 40 grados del ecuador suelen ser muy hostiles para dicho desarrollo. El principal factor limitante es la temperatura del agua, aunque también influye el aumento de la cizalladura al aumentar la latitud. Estas zonas son a veces frecuentadas por ciclones que se desplazan hacia el polo desde latitudes tropicales. En raras ocasiones, como Pablo en 2019, Alex en 2004, Alberto en 1988, y el huracán del Noroeste del Pacífico de 1975, las tormentas pueden formarse o intensificarse en esta región. Típicamente, los ciclones tropicales experimentarán una transición extratropical después de regresar hacia el polo, y típicamente se vuelven completamente extratropicales después de alcanzar los 45-50° de latitud. La mayoría de los ciclones extratropicales tienden a intensificarse después de completar el período de transición.

### Proximidades del ecuador
Las zonas situadas aproximadamente a diez grados de latitud del ecuador no experimentan un efecto Coriolis significativo, un factor vital en la formación de ciclones tropicales. Sin embargo, se han observado algunos ciclones tropicales formándose a menos de cinco grados del ecuador.

### Atlántico Sur
Una combinación de cizalladura del viento y falta de perturbaciones tropicales procedentes de la Zona de Convergencia Intertropical (ZCI) hace muy difícil que el Atlántico Sur sustente la actividad tropical. Al menos seis ciclones tropicales se han observado en esta zona, incluyendo una débil tormenta tropical en 1991 frente a la costa de África, cerca de Angola, el huracán Catarina en marzo de 2004, que tocó tierra en Brasil con intensidad de categoría 2, la tormenta tropical Anita en marzo de 2010, la tormenta tropical Iba en marzo de 2019, la tormenta tropical 01Q en febrero de 2021 y la tormenta tropical Akará en febrero de 2024.

### Mar Mediterráneo y mar Negro
En el Mediterráneo se producen a veces tormentas de estructura similar a la de los ciclones tropicales. Ejemplos notables de estos ciclones tropicales mediterráneos incluyen un sistema sin nombre en septiembre de 1969, Leucosia en 1982, Celeno en 1995, Cornelia en 1996, Querida en 2006, Rolf en 2011, Qendresa en 2014, Numa en 2017, Ianos en 2020 y Daniel en 2023. Sin embargo, se debate si estas tormentas fueron de naturaleza tropical.
En ocasiones, el mar Negro ha producido o alimentado tormentas que inician una rotación ciclónica y que parecen ser similares a los ciclones de tipo tropical observados en el Mediterráneo. Dos de estas tormentas alcanzaron intensidad de tormenta tropical y de tormenta subtropical en agosto de 2002 y septiembre de 2005, respectivamente.

### Otros lugares
La ciclogénesis tropical es extremadamente rara en el extremo sureste del Océano Pacífico, debido a las frías temperaturas de la superficie del mar generadas por la corriente de Humboldt y también debido a la desfavorable cizalladura del viento; como tal, el ciclón Yaku en marzo de 2023 es el único caso conocido de un ciclón tropical que impactó en el oeste de América del Sur. Además de Yaku, se han observado otros sistemas desarrollándose en la región al este de 120°O (meridiano oeste), que es el límite oriental oficial de la cuenca del Pacífico Sur. El 11 de mayo de 1983, una depresión tropical se desarrolló cerca de 110°O, que se pensaba que era el ciclón tropical del Pacífico Sur en formación más oriental jamás observado en la era satelital. A mediados de 2015, un raro ciclón subtropical fue identificado a principios de mayo, ligeramente cerca de Chile, incluso más al este que la depresión tropical de 1983. Este sistema fue bautizado extraoficialmente como Katie por los investigadores. Otro ciclón subtropical fue identificado a 77,8 grados de longitud oeste en mayo de 2018, justo frente a la costa de Chile. Este sistema fue bautizado extraoficialmente como Lexi por los investigadores. Un ciclón subtropical fue avistado justo frente a la costa chilena en enero de 2022, bautizado como Humberto por los investigadores.
En el pasado se han registrado vórtices frente a las costas de Marruecos. Sin embargo, es discutible que tengan un verdadero carácter tropical.
La actividad tropical también es extremadamente rara en los Grandes Lagos. Sin embargo, en septiembre de 1996 se formó un sistema de tormentas similar a un ciclón subtropical o tropical sobre el lago Hurón. El sistema desarrolló una estructura similar a un ojo en su centro, y pudo haber sido brevemente un ciclón subtropical o tropical.

### Intensificación en el interior
Los ciclones tropicales suelen empezar a debilitarse inmediatamente después de tocar tierra, a veces incluso antes, a medida que pierden el impulso térmico alimentado por el mar y la fricción frena los vientos. Sin embargo, en algunas circunstancias, los ciclones tropicales o subtropicales pueden mantener o incluso aumentar su intensidad durante varias horas en lo que se conoce como efecto de océano marrón. Esto es más probable que ocurra con suelos cálidos y húmedos o zonas pantanosas, con temperaturas del suelo cálidas y terreno llano, y cuando el apoyo de los niveles superiores sigue siendo propicio.

## Influencia de los ciclos climáticos a gran escala

### Influencia del ENOS
El Niño-Oscilación del Sur (ENOS) desplaza la región  en el Pacífico y el Atlántico (agua más cálida, que sube y baja en distintos lugares, debido a los vientos) donde se forman más tormentas, lo que da lugar a valores de Energía Ciclónica Acumulada (ECA) casi constantes en cualquier cuenca. El fenómeno El Niño suele disminuir la formación de huracanes en el Atlántico, en el extremo occidental del Pacífico y en las regiones australianas pero, en cambio, aumenta las probabilidades en el Pacífico Norte y Sur central en particular en la región de tifones del Pacífico Norte occidental.

Bucle de anomalías de la temperatura superficial del mar (TSM) en el Pacífico Tropical.

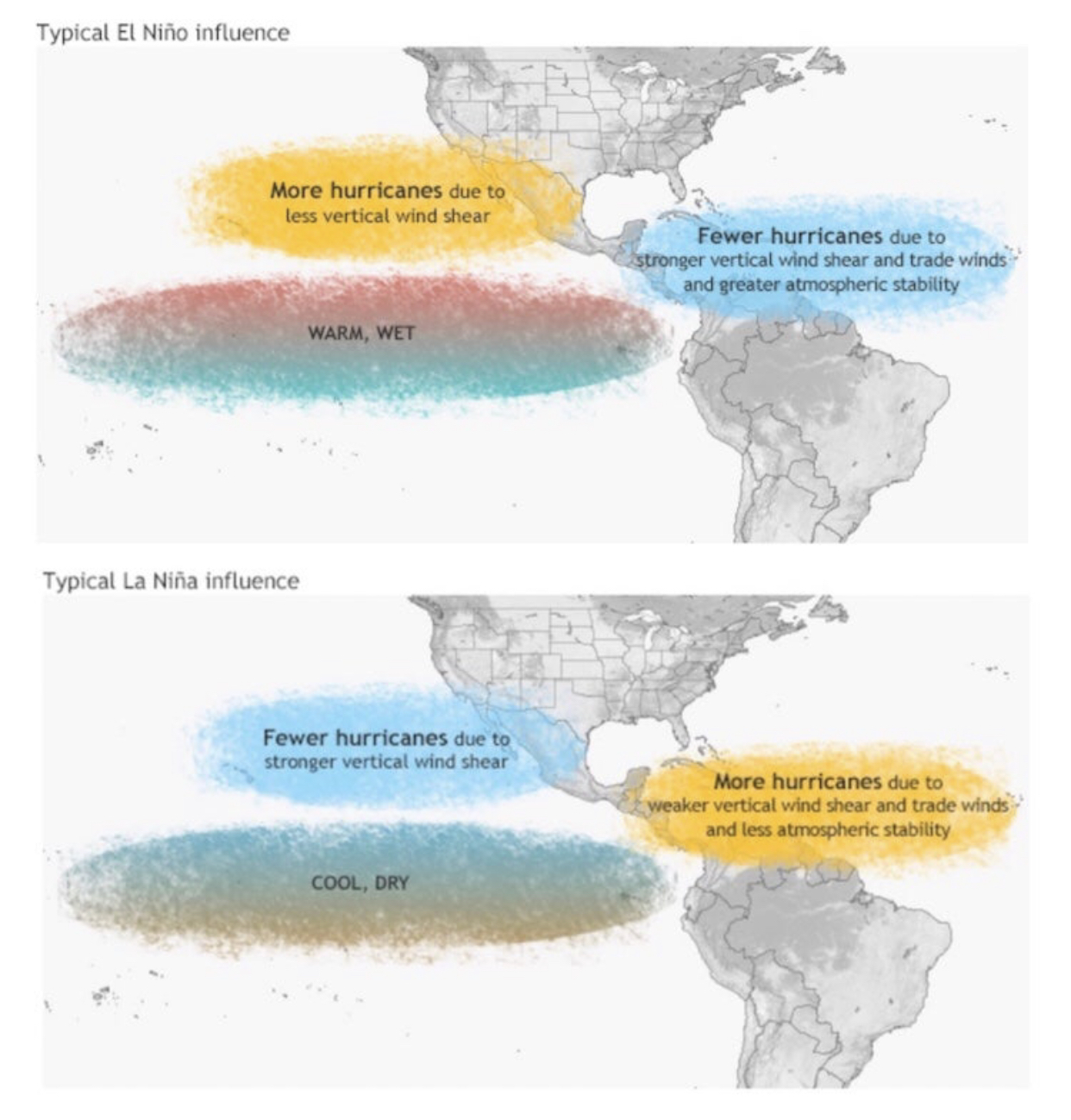
Efectos del ENOS en la distribución de los huracanes.

Los ciclones tropicales en las cuencas del Pacífico Nororiental y del Atlántico Norte son generados en gran parte por ondas tropicales del mismo tren de ondas.
En el Pacífico noroccidental, El Niño desplaza la formación de ciclones tropicales hacia el este. Durante los episodios de El Niño, los ciclones tropicales tienden a formarse en la parte oriental de la cuenca, entre 150°E (meridiano este) y la línea internacional de cambio de fecha (LICF). Junto con un aumento de la actividad en el Pacífico Norte-Central (LICF a 140°O) y el Pacífico Sur-Central (al este de 160°E), hay un aumento neto en el desarrollo de ciclones tropicales cerca de la LICF a ambos lados del ecuador. Aunque no existe una relación lineal entre la fuerza de El Niño y la formación de ciclones tropicales en el Pacífico noroccidental, los tifones que se forman durante los años de El Niño tienden a tener una duración más larga e intensidades más altas. La ciclogénesis tropical en el Pacífico noroccidental se suprime al oeste de 150°E en el año siguiente a un evento de El Niño.

### Influencia de la oscilación de Madden y Julian

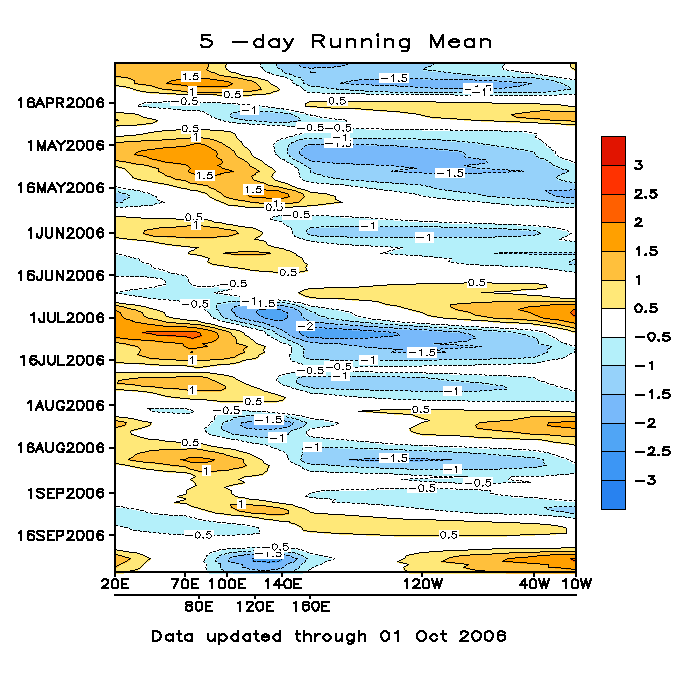
Media móvil de 5 días de la oscilación de Madden y Julian. Obsérvese cómo se desplaza hacia el este con el tiempo.

En general, los aumentos de los vientos del oeste asociados a la oscilación de Madden y Julian conducen a un aumento de la ciclogénesis tropical en todas las cuencas. A medida que la oscilación se propaga de oeste a este, conduce a una marcha hacia el este de la ciclogénesis tropical con el tiempo durante la estación de verano de ese hemisferio. Sin embargo, existe una relación inversa entre la actividad ciclónica tropical en la cuenca del Pacífico occidental y la cuenca del Atlántico norte. Cuando una cuenca está activa, la otra suele estar tranquila, y viceversa. La causa principal parece ser la fase de la oscilación de Madden y Julian, que normalmente se encuentra en modos opuestos entre las dos cuencas en un momento dado.

### Influencia de las ondas ecuatoriales de Rossby
Investigaciones han demostrado que los bloques de ondas de Rossby ecuatoriales atrapadas pueden aumentar la probabilidad de ciclogénesis tropical en el océano Pacífico, ya que aumentan los vientos del oeste de bajo nivel dentro de esa región, lo que conduce a una mayor vorticidad de bajo nivel. Las ondas individuales pueden moverse a aproximadamente 1,8 m/s cada una, aunque el grupo tiende a permanecer estacionario.

## Previsiones estacionales
Desde 1984, la Universidad Estatal de Colorado emite previsiones estacionales de ciclones tropicales para la cuenca del Atlántico Norte, con resultados que, según afirman, son mejores que los de la climatología. La universidad afirma haber encontrado varias relaciones estadísticas para esta cuenca que parecen permitir predecir a largo plazo el número de ciclones tropicales. Desde entonces, muchos otros han emitido predicciones estacionales para cuencas de todo el mundo. Los predictores están relacionados con oscilaciones regionales del sistema climático global: la circulación de Walker, que está relacionada con El Niño-Oscilación del Sur; la oscilación del Atlántico Norte (NAO, siglas en inglés de North Atlantic Oscillation); la oscilación ártica (AO, siglas en inglés de Atlantic oscillation); y el patrón Pacífico-Norteamericano (PNA, siglas en inglés de Pacific North American).